# NGC 1698
NGC 1698 је расејано звездано јато у сазвежђу Златна риба које се налази на NGC листи објеката дубоког неба.
Деклинација објекта је - 69° 6' 49" а ректасцензија 4h 49m 4,5s. Привидна величина (магнитуда) објекта NGC 1698 износи 12,1 а фотографска магнитуда 12,2. NGC 1698 је још познат и под ознакама ESO 56-SC6.